# Anastasio el apocrisiario
Anastasio el apocrisario fue un legislador de la Iglesia romana en Constantinopla.
Es distinto de su compañero de martirio, el monje Anastasio, que murió el 24 de julio de 662. Constante II lo arresta en Roma juntamente con Máximo el Confesor de quien era discípulo. Conducido luego a Constantinopla, es condenado por un conciliábulo. Se le arranca la lengua y le es cortada la mano derecha. Enviado, finalmente, a Thusum, junto al Cáucaso, fue martirizado el 11 de octubre de 666. No se le venera como santo.

## Obras
- Una carta a Teodosio de Gangres en la que narra todo lo sufrido por él y por dos compañeros suyos: el monje Anastasio y San Máximo. La carta, que solamente se conserva en versión latina, se cierra con un florilegio de textos de Padres contra el monotelismo.

- Una segunda carta, inédita, dirigida a los monjes de Ascalón, contra el monofisismo y el monotelismo. Algunos críticos, como D. Serruys[1] se la atribuyen a Anastasio el Sinaíta.

- Relación del proceso contra San Máximo en Constantinopla, así como otra sobre el interrogatorio a que fue sometido el mismo San Máximo en Bizya, hacia 656.